# 徐利文
徐利文（1976年—），安徽黄山人，杭州师范大学教授。

## 生平
1998年毕业于安徽师范大学化学系，2004年于中国科学院兰州化学物理研究所获博士学位，毕业后留所工作。2006年调至杭州师范大学工作，2009年晋升为研究员。曾先后在法国国家科研中心、新加坡国立大学及日本东京大学（JSPS学者）从事合作研究。2018年任有机硅化学及材料技术教育部重点实验室主任，2021年任杭州师范大学研究生院院长。

## 学术贡献
主要从事有机硅合成化学及有机硅新材料研究。主持国家自然科学基金、浙江省杰出青年基金等课题多项，在Angew. Chem. Int. Ed., Org. Lett.等发表论文150余篇。入选浙江省“151”人才（第一层次），浙江省万人计划杰出人才等。

## 奖励
- 2014年，获浙江省自然科学二等奖（第一完成人）
- 2017年，获浙江省自然科学三等奖（第一完成人）
- 2019年，获陕西省自然科学二等奖（第三完成人）
- 2021年，获第六届中国均相催化青年奖
- 2022年，获浙江省技术发明三等奖（第一完成人）
- 2023年，获中国氟硅行业杰出成就奖